# Flavia Mastrella
Flavia Mastrella (Anzio, 8 giugno 1960) è un'artista, scenografa e scultrice italiana.
Collabora con l'attore e performer Antonio Rezza, con il quale ha formato il duo artistico RezzaMastrella.

## Biografia
Originaria di Anzio, ha iniziato la carriera artistica realizzando soffitti e vetri dipinti in case, uffici e locali per incarico dello Studio Mastrella. Tra il 1977 e il 1986 ha realizzato quadri, sculture e agglomerati che ha esposto negli spazi comunali o in gallerie. Ha lavorato poi per La Mano Editore, casa editrice d'arte di Romano Mastrella, curando la redazione dei volumi.
Nel 1987 ha incontrato Antonio Rezza, performer teatrale col quale ha iniziato un lungo sodalizio artistico con il nome Rezzamastrella. La prima esperienza insieme è stato lo spettacolo Francesco Mosè. Ha realizzato delle opere che sono diventate "quadri di scena" in cotone e fibre sintetiche ispirandosi ai grilli medievali e ai tagli di Lucio Fontana. Con Rezza ha realizzato lo spettacolo Giacca e cravatta. Nella coppia artistica Flavia ha organizzato l'immagine, la grafica, la fotografia e ha collaborato per testi e locandine. Nel 1989-1990 ha curato l'allestimento di Visi...Goti, ritratti di Antonio Rezza fotografato da Angelo Frantini. Nel 1991 ha curato la regia con Rezza del corto Suppietij, presentato a Milano “Filmaker”, e ha realizzato le scenografie per I vichinghi elettronici rappresentato a Roma. Inoltre ha costruito un allestimento mobile per la rappresentazione in francese (ad Avignone) di Barba e cravatta.
Nel 1993 ha realizzato Implosioni, sculture commentate dalla fotografia di Franco Barbieri esposte nel C.C. dell'immagine “Il Fotogramma” diretto da Giovanni Semerano. Nello stesso anno ha partecipato a due montaggi fotografici per la galleria La porta rossa, diretta da Giuseppe Salerno. Ha vinto il premio "Sebastiano Oschman Gradenigo", indirizzato ai migliori fotografi romani. Ha realizzato, diretto e interpretato con Rezza i corti Confusus ("Gabbiano d'oro" a Bellaria Anteprima) e Torpore internazionale. Nel 1994 ha esposto In viaggio da Milano al mare, una serie di montaggi fotografici, e ha partecipato a L'emozione fatta suono con due sculture. Ha realizzato i "quadri di scena" per Pitecus di Rezzamastrella; ha realizzato, diretto e interpretato con Rezza i cortometraggi De civitate rei e Il piantone. Ha vinto il premio della migliore fotografia per De civitate rei al festival di Castrocaro.
Nel 1995 ha presentato a Roma la video-installazione La storia di Mongana. A Zurigo ha partecipato al New Psychedelic con alcune sculture; mentre con Rezza ha realizzato il corto Schizzopatia. A Roma ha organizzato una serie di mostre all'Area Domus. Ha collaborato con la trasmissione Blob (Rai 3).
Nel 1996 ha scritto e diretto con Rezza il film Escoriandoli, presentato alla mostra del cinema di Venezia. A Roma ha presentato D'apres Claude Cahun, montaggio fotografico; mentre ha iniziato a collaborare col Teatro Stabile delle Marche. L'anno dopo ha realizzato Cravatta d'autore, ritratto di Enrico Ghezzi. Con Rezza ha realizzato alcuni cortometraggi trasmessi dal Pippo Chennedy Show (Rai 2) e una serie di micrometraggi per TELE+. Nel 1998 è nato l'allestimento per IO, spazio scenico con circa 30 varianti cromatico-ambientali. Nel frattempo Bellaria Adriatico Cinema e TELE+ hanno dedicato a Rezzamastrella una retrospettiva.
Nel 1999 ha esposto Cibo del guerriero saggio, mentre con Rezza ha realizzato la regia della trasmissione televisiva Troppolitani (Rai 3), con la collaborazione di Annamaria Catricalà e Stefano Coletta. Nel 2000 ha esposto a Zurigo alcune opere e ha realizzato nuove puntate di Troppolitani. L'anno dopo ha organizzato e realizzato oggetti di scena per lo spettacolo Io sono Sceik di Rebecca Murgi. Nel 2002 è uscito il secondo lungometraggio Delitto sul Po’ definito "antifilm a corpo morto". Nel febbraio 2002 Teatri di vita a Bologna ha dedicato un'ampia personale a Rezza e Mastrella che ha compreso due spettacoli (Pitecus e Io) e il film Delitto sul Po. Con Rezza ha iniziato le riprese di Samp, storia di un killer che vaga nelle Puglie.
Tra agosto e settembre 2005 ha esposto in L'emozione fatta suono a Polignano a Mare. Nel 2006 la Galleria d'arte moderna di Bologna ha dedicato a Rezza e Mastrella una personale dal titolo Anamorfosi, brame allo specchio. I due hanno realizzato nel frattempo il terzo corto, chiamato Fotofinish 2 - sdocumento a vita bianca, tratto dal precedente spettacolo teatrale. Nel 2007 hanno vinto il Premio Francesca Alinovi, dedicato alla convergenza delle arti. A Roma nella galleria “L’acquario”, Autopatia.
Nel 2009 ha partecipato alla mostra collettiva “Anteprima di Art'Ambiente” tenuta al Palazzo dei Congressi di Roma-EUR (dal 14 al 16 maggio) con Michele Rosa ed altri. Nello stesso anno è stato pubblicato il cofanetto contenente un libro di fotografie e un DVD con alcuni corti chiamato Ottimismo democratico (Kiwido).
Dopo la realizzazione di altri documentari (Il passato è il mio bastone) e spettacoli (7-14-21-28), a gennaio 2010 Rezza e Mastrella hanno presentato in lingua spagnola a Madrid e Palencia lo spettacolo Pitecus, eseguito poi anche in Italia (teatro Smeraldo di Milano, all'Auditorium della Conciliazione di Roma e al teatro Petruzzelli di Bari), con alcune performance insieme agli Afterhours. È stato poi tempo di altre produzioni: Performance a domicilio in un domicilio che non ci appartiene a Napoli e Doppia identità elevata al superficiale. Per Radio 3 è stata realizzata la trasmissione Gli anni scorsoi. In dicembre, negli spazi del Teatro Vascello di Roma, Rezza e Mastrella hanno rappresentato per un mese l'intera antologia completa di tutto il loro teatro.
Nel giugno 2011 lo spettacolo 7-14-21-28 è stato proposto al Théâtre de la Ville di Parigi, all'interno del festival Face à Face. Nel 2012 è stato realizzato e portato in scena Fratto_X, con Rezza e Ivan Bellavista un Habitat con la fragranza del 3D condizionato dai disegni con la luce. Nello stesso anno Rossella Bonito Oliva ha realizzato il libro La noia incarnita - Il teatro involontario di Flavia Mastrella e Antonio Rezza (Barbès Editore): si è trattato della prima opera realizzata sul duo.
Nel 2013 ha esposto Sculture in tasca-L'esaltazione dell'insignificante nel Dipartimento educativo MAMbo, e a Cagli per Le Sacre: Riflessioni e Interpretazioni. Nel luglio 2013 ha aderito con Rezza al progetto Hai paura del buio?, promosso dagli Afterhours: si è trattato di un festival culturale itinerante a cui hanno preso parte non solo altri musicisti (tra cui Marta sui Tubi, Il Teatro degli Orrori, Daniele Silvestri e Verdena), ma anche attori di cinema (Michele Riondino), scrittori (Chiara Gamberale, Paolo Giordano), disegnatori e ballerini.
Nel 2013 sempre insieme ad Antonio Rezza ha vinto il Premio Hystrio Altre Muse e Ubu per aver portato avanti un’idea originale di comunicazione nell’ambito del teatro insieme ad Antonio Rezza, col quale ha scritto “Clamori al Vento”, che ha chiarito il legame creativo di due persone dissonanti edito dal Saggiatore.

## Filmografia

### Regista

#### Cinema
- Escoriandoli (1996) diretto con Antonio Rezza
- Delitto sul Po (2002) diretto con Antonio Rezza
- Fotofinish (2003) diretto con Antonio Rezza
- Samp (2020) diretto con Antonio Rezza

Cortometraggi
- Mongana (1995)

Videosculture
- Angeli negli occhi di Alberto (1998)

#### Televisione
- Troppolitani, Rai Tre (1999-2000) diretto con Antonio Rezza
- La tegola e il caso (2018) diretto con Antonio Rezza

## Teatrografia

### Regista
- Nuove parabole (1988)
- Barba e cravatta (1990)
- I Vichinghi elettronici (1991)
- Seppellitemi ai fornetti (1992)
- Pitecus (1995)
- Io (1998)
- Fotofinish (2004)
- Bahamut (2006)
- 7-14-21-28 (2009)
- Fratto_X (2012)
- Anelante (2015)
- Hybris (2022)